# 엉또폭포

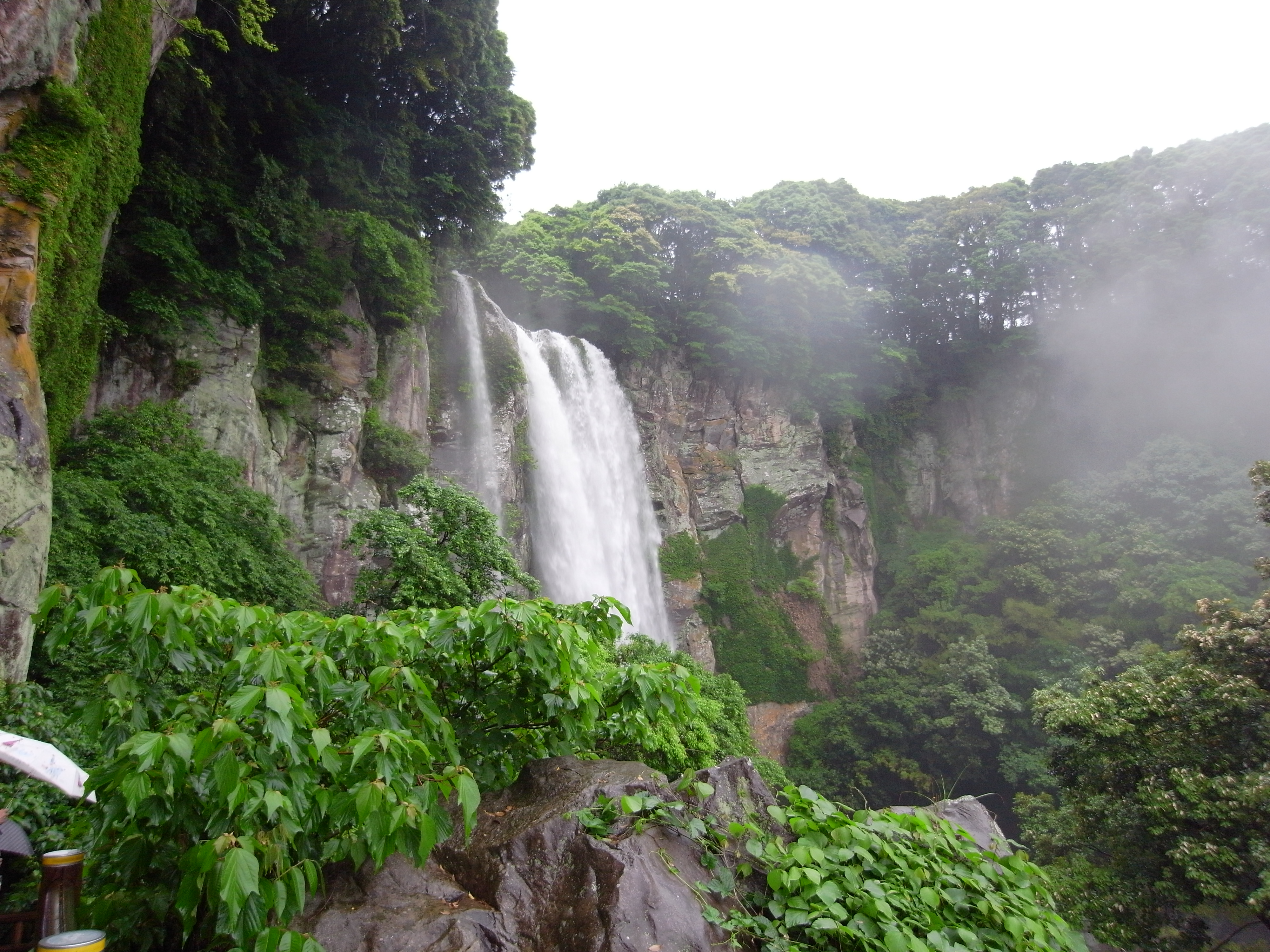
엉또폭포

엉또폭포（翁渡瀑布）는 제주도 서귀포시 강정동에 위치한 폭포이다.
이 폭포는 약50m높이이며 평상시 건기일 경우에 물줄기가 없고 절벽처럼보이는데 이때에 이것이 폭포수가 나오는 작은 바위처럼 보인다.
엉또라는 제주도 말에서  "엉"은 작은바위라는 뜻이 ,  "-도"는 입구라는 뜻이있다.
엉또폭포는 천제연 제1폭포처럼 평상시에는 절벽처럼 보이고 폭포수가 없으나 우천시 많은 양의 비가 온후 물줄기가 형성되어 폭포수가 나타나 폭포가 되는 특징을 가지고 있는 건천(乾川)이다.
70mm이상의 우천후에라야 폭포수가 형성될 가능성이 있는데 이러한 이유로 폭포수의 경관을 접하기가 쉽지않다.

## 같이 보기
- 제주도
- 천지연폭포
- 천제연폭포
- 정방폭포
- 소정방폭포